# 25226 Brasch
25226 Brasch è un asteroide della fascia principale. Scoperto nel 1998, presenta un'orbita caratterizzata da un semiasse maggiore pari a 2,4188582 UA e da un'eccentricità di 0,2025062, inclinata di 0,80846° rispetto all'eclittica.